# Scania 2-Серії
Scania 2-Серії — сімейство важких вантажівок, що виготовлялись з 1980 по 1987 рік компанією Scania. 

## Опис
Це були машини повною масою від 16,5 до 32 т. Вони оснащувалися двигунами об'ємом 7,8 л (211 к.с.), 8,5 л (245—275 к.с.), 11,0 л (280—305 к.с.), 14,2 л V8 (388—409 к.с.). З 1982 року на цих турбодизелях стали встановлювати інтеркулери, тобто систему проміжного охолоджування повітря наддуву. Це збільшило потужність і знизило витрату палива.
На момент представлення, 2-а серія "T" була доступна з двигунами об'ємом 7,8, 11,0 або 14,2 л. Вони мали індекси 82, 112 або 142.
Крім усього іншого, машини 2-й серії мали нову, виразну зовнішність, розроблену знаменитим італійським автомобільним «кутюр'є» — стилістом Джорджетто Джуджаро.
В 1987 році їх замінили Scania 3-Серії.

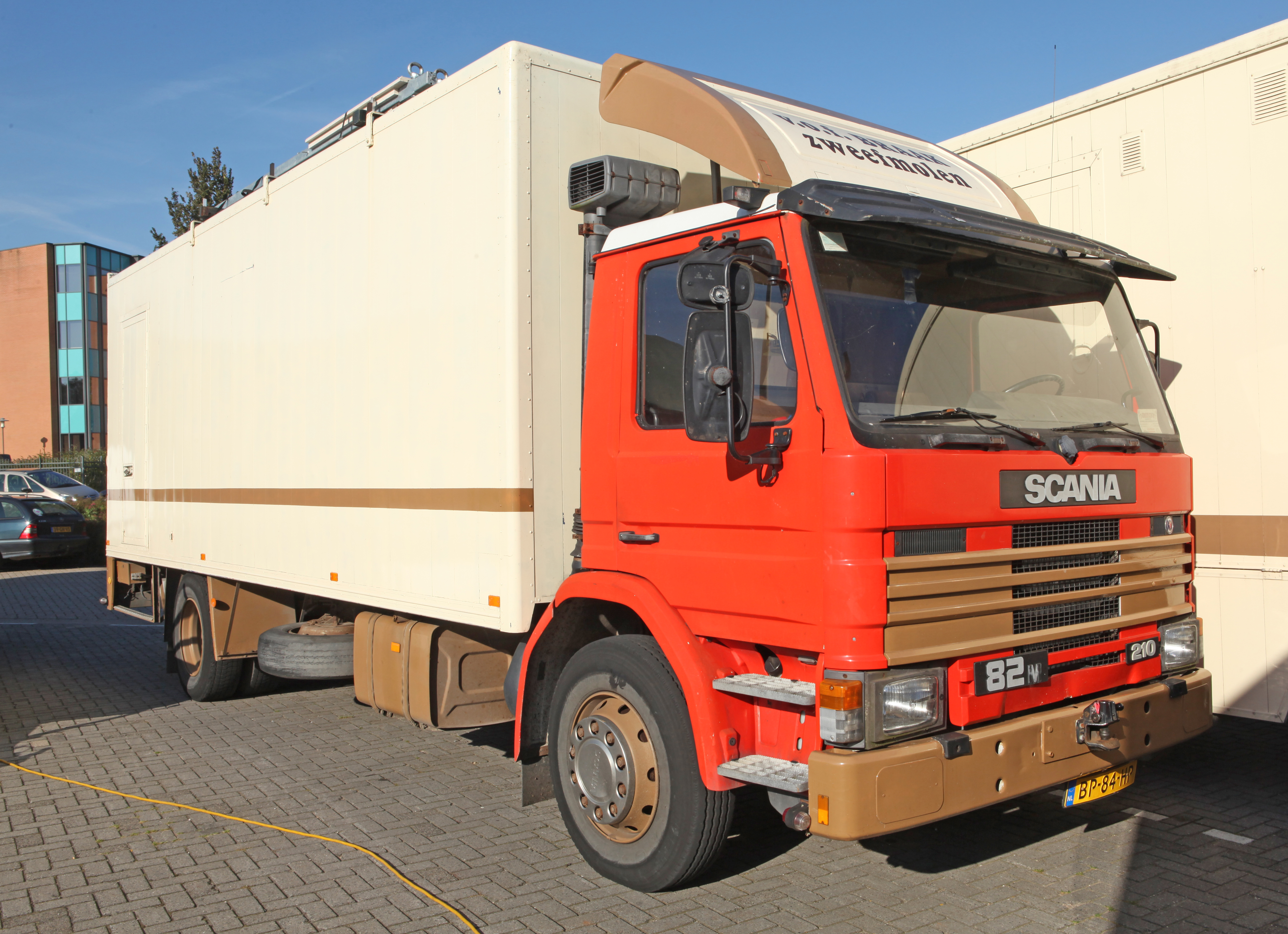
Scania 82m 210
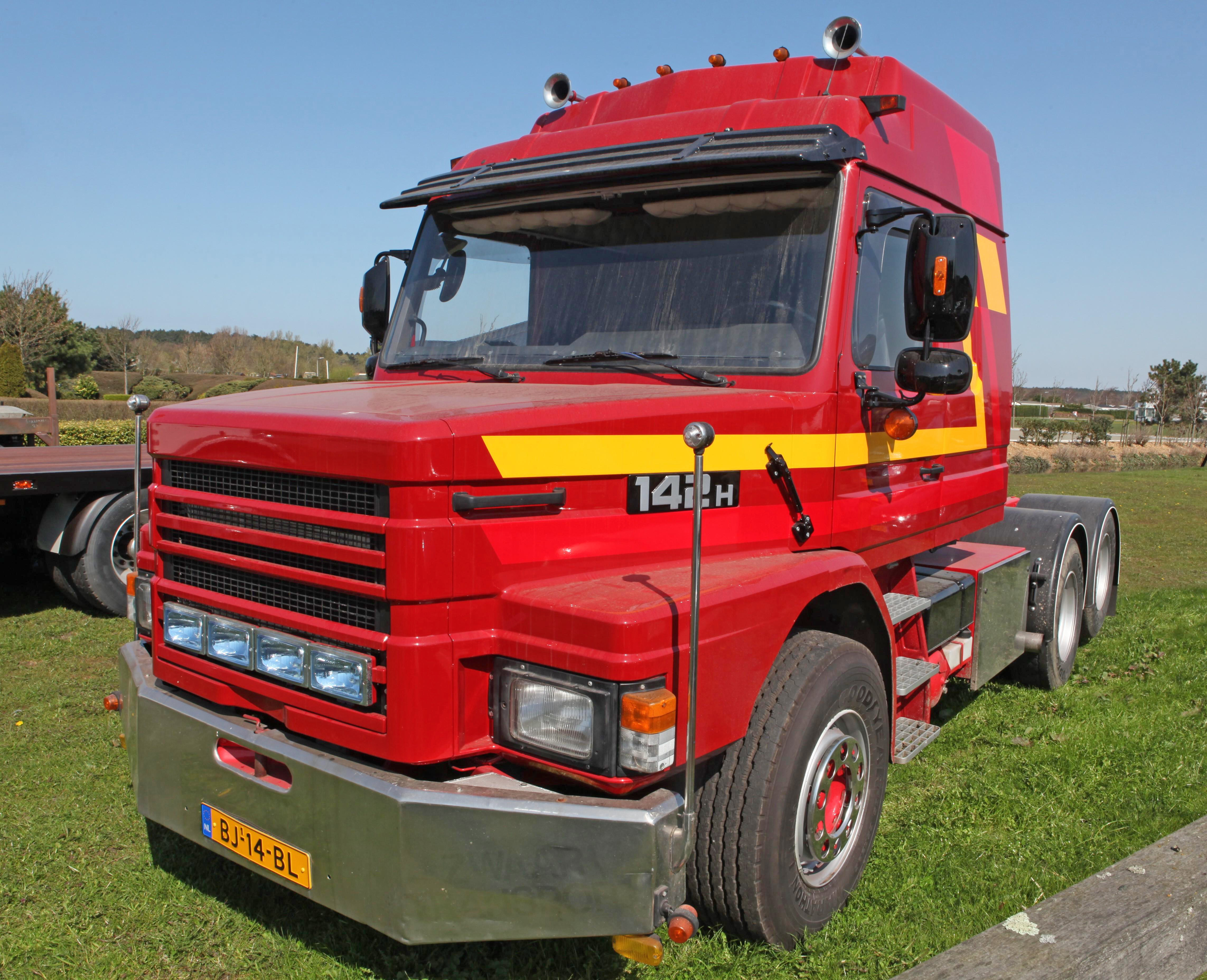
Scania 142h